# São Vicente Ferrer (Pernambouc)
Pour les articles homonymes, voir São Vicente Ferrer.
São Vicente Ferrer est une municipalité brésilienne située dans l'État du Pernambouc.